# Елгін (Канзас)
Елгін (англ. Elgin) — місто (англ. city) в США, в окрузі Шотоква штату Канзас. Населення — 60 осіб (2020).

## Географія
Елгін розташований за координатами 37°0′6″ пн. ш. 96°16′50″ зх. д. / 37.00167° пн. ш. 96.28056° зх. д. (37.001645, -96.280647).  За даними Бюро перепису населення США в 2010 році місто мало площу 0,51 км², з яких 0,51 км² — суходіл та 0,00 км² — водойми.

## Демографія
Згідно з переписом 2010 року, у місті мешкало 89 осіб у 40 домогосподарствах у складі 24 родин. Густота населення становила 176 осіб/км².  Було 57 помешкань (112/км²).
Расовий склад населення:
| - 88,8 % — білих - 3,4 % — корінних американців |

До двох чи більше рас належало 7,9 %. Частка іспаномовних становила 1,1 % від усіх жителів.
За віковим діапазоном населення розподілялося таким чином: 15,7 % — особи молодші 18 років, 64,1 % — особи у віці 18—64 років, 20,2 % — особи у віці 65 років та старші. Медіана віку мешканця становила 44,5 року. На 100 осіб жіночої статі у місті припадало 117,1 чоловіків;  на 100 жінок у віці від 18 років та старших — 120,6 чоловіків також старших 18 років.
Середній дохід на одне домашнє господарство  становив 35 462 долари США (медіана — 34 583), а середній дохід на одну сім'ю — 48 325 доларів (медіана — 44 500). За межею бідності перебувало 10,2 % осіб, у тому числі 0,0 % дітей у віці до 18 років та 40,0 % осіб у віці 65 років та старших.
Цивільне працевлаштоване населення становило 29 осіб. Основні галузі зайнятості: сільське господарство, лісництво, риболовля — 27,6 %, транспорт — 17,2 %, освіта, охорона здоров'я та соціальна допомога — 17,2 %.